# Авданкаси
Авданка́си (рос. Авданкасы, чув. Автанкасси) — присілок у Чувашії Російської Федерації, у складі Шатьмапосинського сільського поселення Моргауського району.
Населення — 132 особи (2010; 153 в 2002, 170 в 1979; 258 в 1939, 278 в 1926, 215 в 1906, 202 в 1858). Національний склад: чуваші, росіяни, татари.

## Історія
Утворився як околоток присілку Басаєва (Шор-Босай). До 1866 року селяни мали статус державних, займались землеробством, тваринництвом, виробництвом взуття, коліс та жерстяних виробів. 1928 року створено колгосп «Авдан». До 1927 року присілок перебував у складі Тінсаринської та Чувасько-Сорминської волостей Ядрінського повіту. 1927 року присілок переданий до складу Аліковського району, 1935 року — до складу Ішлейського, 1944 — до складу Моргауського, 1959 року — повернутий до складу Аліковського, 1962 року — до складу Чебоксарського, 1964 року — повернутий до складу Моргауського району.

## Господарство
У присілку діє магазин.